# Резаль, Анри Эме
Анри́ Эме́ Реза́ль (фр. Henry Aimé Résal; 27 января 1828, Пломбьер-ле-Бен — 22 августа 1896, Анмас) — французский механик, математик, физик и инженер.
Член Парижской академии наук (1873), иностранный член Шведской академии наук (1887).

## Биография
Родился 27 января 1828 года в Пломбьер-ле-Бен (фр. Plombières-les-Bains, департамент Вогезы). Сын архитектора Эме Резаля (фр. Aimé Résal) и Марии Антуанетты Бонсёр (фр. Marie Antoinette Bonnesoeur). Окончил Политехническую школу (1849) и Горную школу  (1851) в Париже.
Работал главным инженером Горного корпуса, с 1855 года — профессор механики в Безансоне. Затем — профессор Политехнической школы с 1872 года, профессор Горной школы с 1877 года, член Научной артиллерийской комиссии.
После смерти Ж. Лиувилля (1882) Резаль взял на себя издание «Журнала чистой и прикладной математики» (фр. Journal mathématiques pures et appliquées).
Умер 22 августа 1896 года в Аннемасс (фр. Annemasse, департамент Верхняя Савойя).

## Научная деятельность
Работы Резаля посвящены различным вопросам теоретической механики, баллистики и термодинамики. Он занимался также теорией колебаний, теорией трения, теорией регулирования и некоторыми вопросами машиностроения.
В «Трактате чистой кинематики» (1862) Резаль впервые привёл в систему теоретическую кинематику и используемые в ней аналитические методы, отделив её от динамики и от теории механизмов. Трактат состоял из шести глав. Первая посвящена понятию скорости точки и теореме о сложении скоростей; во второй вводилось понятие ускорения точки и исследовались его свойства. В третьей и четвёртой главах излагалась кинематика неизменяемых систем, причём в них рассматривались скорости — как в плоском, так и в пространственном движении твёрдого тела (в частности, для случая плоского движения излагалась теория огибающих). Пятая глава, посвящённая ускорениям точек твёрдого тела, содержала теорему Ривальса об ускорениях точек тела, совершающего сферическое движение, и теорию мгновенных центров ускорений при плоском движении тела, а также теорему Кориолиса (общепринятая ныне кинематическая формулировка данной теоремы предложена именно Резалем).
В шестой главе трактата, носящей название «О сверхускорениях» (фр. suraccélérations), в основном излагались результаты собственных исследований Резаля, в которых он вслед за А. Трансоном развивает учение об ускорениях высших порядков: даёт их общее определение, получает формулы для касательных, нормальных и бинормальных составляющих (сам Трансон ввёл общее понятие ускорений высших порядков, но проанализировал лишь случай ускорения 2-го порядка), а применительно к плоскому движению тела вводит понятие о мгновенных центрах ускорений высших порядков.
В своём трактате Резаль ввёл понятие «геометрической производной» (фактически — производной от векторнозначной функции скалярного аргумента).
В 1864 году Резаль вывел одно из важнейших уравнений внутренней баллистики — уравнение расширения пороховых газов.
Резалю принадлежит также весьма удобная для практического применения интерпретация теоремы об изменении кинетического момента механической системы относительно неподвижного центра — теорема Резаля: Скорость конца вектора кинетического момента равна главному моменту внешних сил. Запись в виде формулы:
{\displaystyle {\frac {{\rm {d}}\mathbf {K} _{_{O}}}{{\rm {d}}t}}\;=\;\mathbf {L} _{_{O}}^{\,(e)}}
(здесь {\displaystyle O} – неподвижный центр).

## Семья
В 1847 году Анри Эме Резаль женился на Габриэль Ивонн Шарлотте Урсуле Берто (фр. Gabrielle Yvonne Charlotte Ursule Berthot). У них было двое сыновей — Луи Жан Виктор Анн Резаль (фр. Louis Jean Victor Anne Résal), ставший известным инженером-мостостроителем, и Эжен Антуан Лазар Резаль (фр. Eugène Antoine Lazare Résal), также занимавшийся мостостроением.

## Публикации

### Монографии и учебники
- Résal H.  Statistique géologique, minéralogique et minéralurgique des départements du Doubs et du Jura  (1854)
- Résal H.  Cinématique pure. — Paris: Mallet-Bachelier, 1862. — 412 p.
- Résal H.  Traité de mécanique céleste  (1865)
- Résal H.  Traité de mécanique générale  (7 vol., 1872—1880)
- Résal H.  Traité de physique mathématique  (1888)

### Статьи по механике
- Résal H.  Mémoire sur le glissement et le roulement des corps solides et sur quelques propriéts des surfaces // Comptes Rendus des Séances de l'Académie des Sciences. — 1858. — Vol. 46. — P. 801—802.
- Résal H.  Mémoire sur les suraccélérations // Comptes Rendus des Séances de l'Académie des Sciences. — 1858. — Vol. 47. — P. 436—438.
- Résal H.  Recherches sur le mouvement des projectiles dans les armes à feu, basées sur la théorie mécanique de la chaleur // Comptes Rendus des Séances de l'Académie des Sciences. — 1864. — Vol. 58. — P. 500—501.
- Résal H.  Étude géométrique sur le mouvement d'une sphère glissant ou roulant sur un plan horizontal // Comptes Rendus des Séances de l'Académie des Sciences. — 1869. — Vol. 68. — P. 1158—1159.
- Résal H.  Théorie géométrique du mouvement des planètes // Comptes Rendus des Séances de l'Académie des Sciences. — 1872. — Vol. 74. — P. 743—746.
- Résal H.  Du mouvement d'un corps solide relié à un système matériel animé d'un mouvement relatif par rapport à ce corps // Annales Scientifique de l'École Normale Supérieure, Sér. 2. — 1872. — Vol. 1. — P. 115—156.
- Résal H.  Sur la théorie des chocs // Comptes Rendus des Séances de l'Académie des Sciences. — 1874. — Vol. 71. — P. 153—157.
- Résal H.  De la déformation qu'éprouve une pièce à simple ou double courbure sous l'action de force qui lui font subir en même temps une flexion et une torsion // Journal de Mathématiques Pures et Appliquées. — 1877. — Vol. 3. — P. 303—322. Архивировано 16 января 2014 года.
- Résal H.  Théorie élémentaire des brachistochrones // Nouvelles annales de mathématiques, Sér. 2. — 1880. — Vol. 19. — P. 385—397.
- Résal H.  Sur quelques théorèmes de Mécanique // Journal de Mathématiques Pures et Appliquées. — 1881. — Vol. 7. — P. 33—48. Архивировано 16 января 2014 года.
- Résal H.  Sur la théorie des tautochrones // Nouvelles annales de mathématiques, Sér. 3. — 1883. — Vol. 2. — P. 481—493.
- Résal H.  Sur la stabilité de l'équilibre de l'axe de la toupie gyroscopique // Comptes Rendus des Séances de l'Académie des Sciences. — 1893. — Vol. 117. — P. 499—502.

### Статьи по математике
- Résal H.  Note sur la courbure des lignes géodésiques d'une surface de révolution // Nouvelles annales de mathématiques, Sér. 3. — 1887. — Vol. 6. — P. 57—60.
- Résal H.  Sur la substitution, par approximation, entre des limites déterminées du rapport des variables d'une fonction homogène de même degré // Comptes Rendus des Séances de l'Académie des Sciences. — 1875. — Vol. 80. — P. 1185—1189.
- Résal H.  Sur la détermination du niveau potentiel de l'ellipsoïde // Journal de Mathématiques Pures et Appliquées. — 1882. — Vol. 8. — P. 55—60. Архивировано 16 января 2014 года.

### Статьи по физике
- Résal H.  Recherches sur les effets mécaniques produits dans les corps par la chaleur // Comptes Rendus des Séances de l'Académie des Sciences. — 1860. — Vol. 51. — P. 449—450.
- Résal H.  Recheches sur l'Electrodynamique // Journal de Mathématiques Pures et Appliquées. — 1881. — Vol. 7. — P. 129—146. Архивировано 16 января 2014 года.
- Résal H.  Commentaire à la théorie analytique de la chaleur de Fourier // Journal de Mathématiques Pures et Appliquées. — 1882. — Vol. 8. — P. 79—124. Архивировано 16 января 2014 года.
- Résal H.  Théorie de l'Electrostatique // Journal de Mathématiques Pures et Appliquées. — 1882. — Vol. 8. — P. 217—250. Архивировано 16 января 2014 года.
- Résal H.  Exposé des principes de la théorie des courants électriques // Journal de Mathématiques Pures et Appliquées. — 1883. — Vol. 9. — P. 35—42. Архивировано 16 января 2014 года.
- Résal H.  Du magnétisme statique // Journal de Mathématiques Pures et Appliquées. — 1883. — Vol. 9. — P. 195—244. Архивировано 16 января 2014 года.

### Статьи по машиностроению
- Résal H.  Sur la question du mouvement relatif de l'eau dans les aubes de la roue Poncelet // Comptes Rendus des Séances de l'Académie des Sciences. — 1869. — Vol. 69. — P. 1184—1185.
- Résal H.  Note sur les chemises de vapeur des cylindres des machines // Comptes Rendus des Séances de l'Académie des Sciences. — 1876. — Vol. 82. — P. 537—540.